# 拉比河
44°12′41″N 12°01′38″E / 44.2114°N 12.0272°E

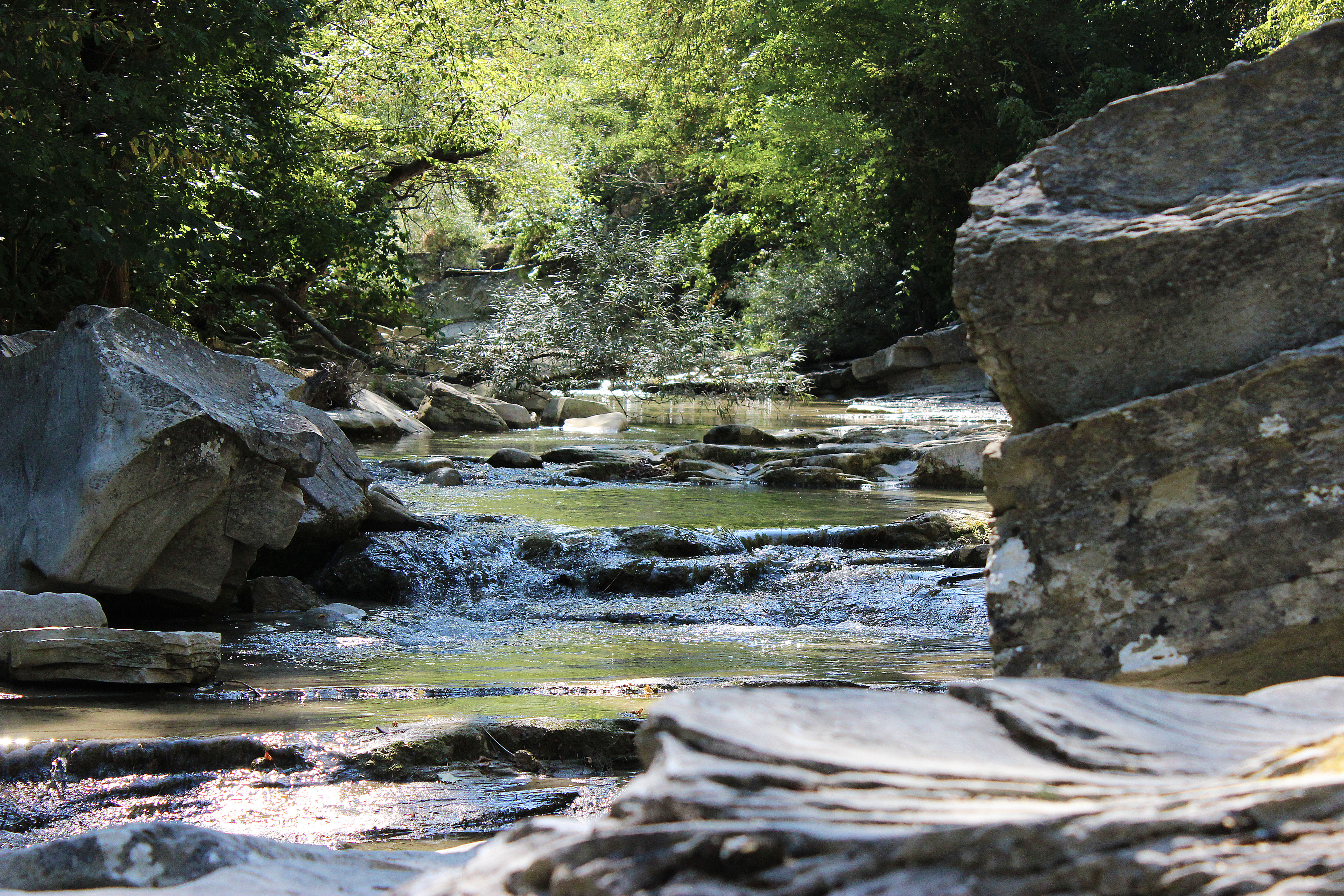

拉比河是意大利的河流，位於該國北部，處於首都羅馬以北260公里，流經托斯卡尼大區和艾美利亞-羅馬涅大區，屬於蒙托內河的支流，河道全長63公里。